# Kuchyně Pobřeží slonoviny

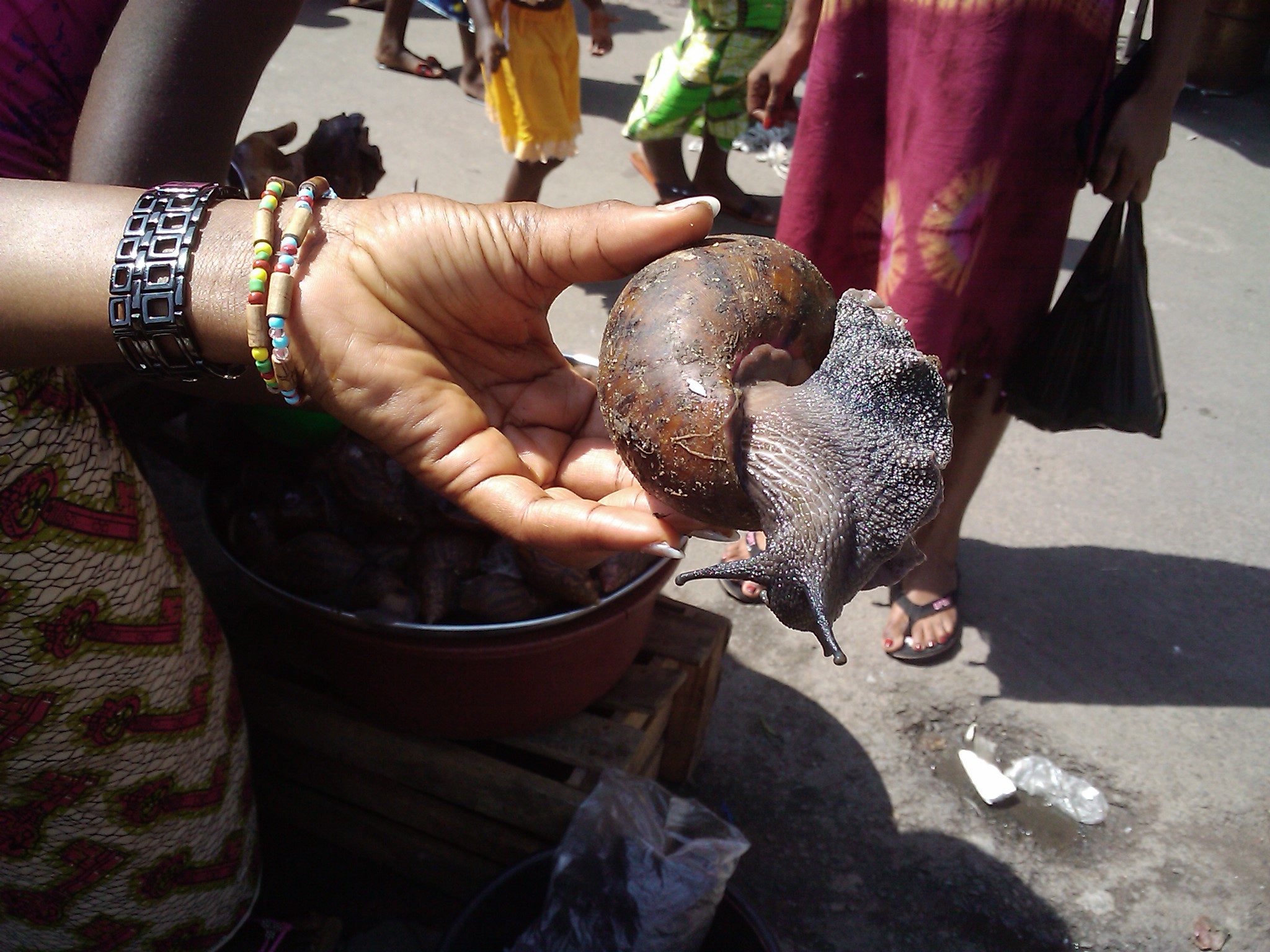
Šneci z Pobřeží slonoviny

Kuchyně Pobřeží slonoviny používá různé hlízy, obilniny, maso (vepřové a kuřecí), ryby, mořské plody, koření, ovoce nebo zeleninu.
Pobřeží slonoviny je jedním z největších producentů kakaa na světě a je také producentem kokosu a palmového oleje.

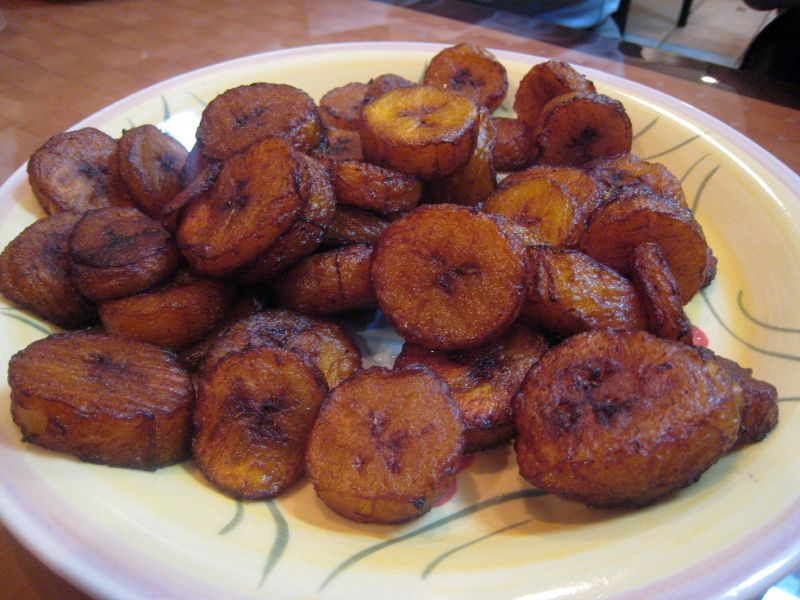
Alloco

## Příklady pokrmů z Pobřeží slonoviny
Příklady pokrmů z Pobřeží slonoviny:
- Kedjenou, dušené kuřecí maso se zeleninou, někdy podávané na banánovém listu
- Attiéké, příloha z manioku konzistencí podobná kuskusu
- Alloco, smažené plantainy
- Foufou neboli fufu, nevýrazná placka podávaná jako příloha
- Jollof rice, smažená rýže, podobná španělské paelle[2]
- Maafe, maso v arašídové omáčce
- Poulet bicyclette, maso z perliček, obvykle grilované
- Palmové víno
- Populárním pokrmem jsou šneci, kteří se často grilují